# Ömer Öcalan
Ömer Öcalan (geboren 1987 in Ömerli, Türkei) ist ein kurdischer Abgeordneter für die Halkların Demokratik Partisi (HDP) im Türkischen Parlament seit der Parlamentswahl 2018. Ömer Öcalan ist ein Neffe Abdullah Öcalans. Er studierte Journalismus an der Ankara Üniversitesi.

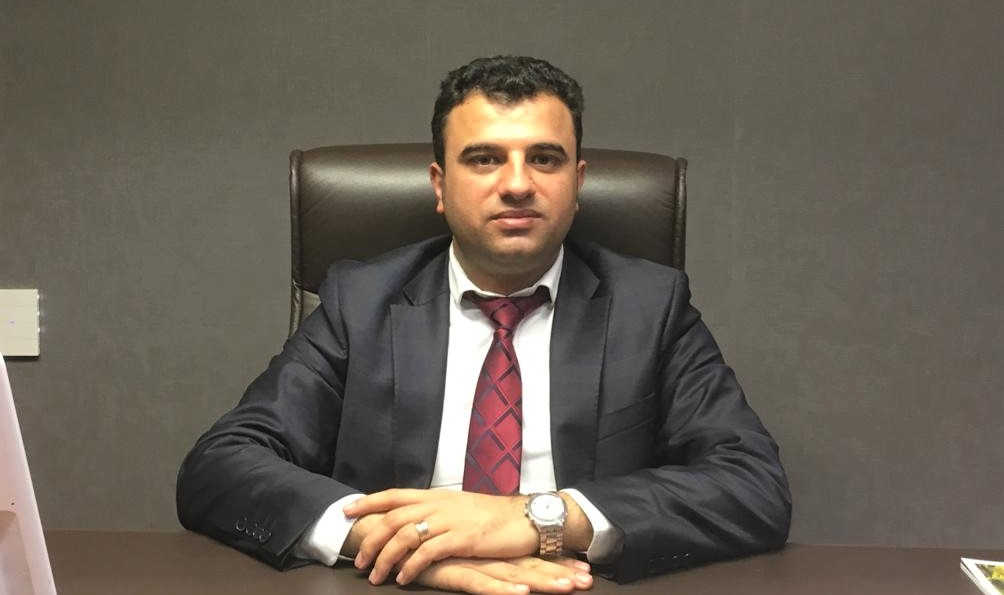
Ömer Öcalan (2019)

## Schule und Studium
Ömer Öcalan wurde 1987 in Ömerli geboren, verbrachte aber einen Großteil seiner Kindheit und Jugend in Yakapınar, nahe der Stadt Adana, wohin sein Vater übersiedelt war, um aus dem Focus der Sicherheitskräfte zu kommen. Nach eigener Darstellung erlebte er die staatlichen Repressionen gegen seinen Vater Mehmet hautnah. Später kehrte der Vater nach Ömerli zurück und lebte dort von der Landwirtschaft. Ömer Öcalan absolvierte die Grund- und Mittelschule und das Gymnasium in Yakapınar und wurde nach Abschluss des Gymnasiums erstmals als Unterzeichner einer Presseerklärung festgenommen. Öcalan bestand die Aufnahmeprüfung für die Universität Ankara und absolvierte dort von 2007 bis 2011 ein Studium der Journalistik. Im Jahr 2012 schrieb er sich für einen Masterstudiengang Sozialwissenschaften in Lausanne ein, musste das Studium allerdings aus wirtschaftlichen Gründen nach sechs Monaten abbrechen.

## Einstieg in die Politik
Ömer Öcalan war von 2014 bis 2016 Co-Vorsitzender der Demokratik Bölgeler Partisi (DBP) in Mardin. 2016 wurde Öcalans Haus durchsucht und Ömer Öcalan wurde vorläufig festgenommen. Zwei Tage später wurde Untersuchungshaft verhängt. Die Ermittlungen standen im Zusammenhang mit Telefondaten eines getöteten PKK-Mitglieds. Ca. zwei Monate später wurde Öcalans Freilassung bekannt. Eine weitere Festnahme Öcalans gab es im März 2018.
Als Abdullah Öcalans Nichte, die Abgeordnete Dilek Öcalan, 2018 aufgrund der Strafverfolgung ins europäische Ausland floh, stellte die HDP Ömer Öcalan an ihrer statt für die Parlamentswahlen als Kandidat auf einem vorderen Listenplatz in Dilek Öcalans Wahlkreis Şanlıurfa auf. Die HDP erreichte ca. 29 Prozent der Stimmen im Wahlkreis und entsandte vier Abgeordnete, darunter Ömer Öcalan. Nach Angaben der Nachrichtenagentur Demirören gab es 2019 Bestrebungen, seine Immunität aufzuheben. Im Jahr 2019 verbreiteten Hacker über Ömer Öcalans Twitter-Account die Nachricht, dass Abdullah Öcalan verstorben sei.
Öcalan ist verheiratet und Vater zweier Kinder. Seine Ehefrau wurde im Rahmen der Maßnahmen nach dem Putschversuch in der Türkei 2016 aus dem öffentlichen Dienst entlassen.